# Franz Heinen (Politiker)
Franz Heinen (* 28. April 1887 in Krefeld; † 22. September 1963 in Bonn) war ein deutscher Politiker der SPD.

## Leben und Beruf
Der gelernte Kaufmann Heinen war ab 1918 als selbstständiger Kaufmann in Bonn tätig. Er betrieb einen medizinisch-chirurgischen Großhandel. In der Zeit des Nationalsozialismus wurde er viermal verhaftet und musste zeitweise seinen Betrieb schließen. 1954 erhielt er den Ehrentitel eines Stadtältesten.

## Politik
Heinen trat der SPD bei und war 1919 bis 1929 Stadtverordneter in Bonn. Nach dem Zweiten Weltkrieg beteiligte er sich am Wiederaufbau der SPD, deren Bonner Kreisvorsitzender und stellvertretender Bezirksvorsitzender am Mittelrhein er war. Von Dezember 1945 bis Juni 1946 war er Mitglied des Provinzialrates für die Nord-Rheinprovinz. Er war 1946 bis 1951 erneut Stadtverordneter in Bonn und 1948 dort auch Bürgermeister. 
Dem Landtag von Nordrhein-Westfalen gehörte er 1946 bis 1947 sowie 1950 bis 1954 an. Der Landtag wählte ihn 1949, 1954 und 1959 zum Mitglied der Bundesversammlung. Zudem war er 1948 bis 1949 Mitglied im Wirtschaftsrat. Er war vom 24. Juli 1953, als er für den verstorbenen Erik Nölting nachrückte, bis zum Ende der ersten Legislaturperiode noch für einige Wochen Bundestagsabgeordneter.